# 感谢你抽烟 (电影)
是一部2005年的美國諷刺黑色幽默電影，由贾森·雷特曼執导和编剧，改编自克里斯托弗·巴克利的1994年英文同名小說《感謝你抽煙》。主演是艾伦·艾克哈特，其他演員有玛丽亚·贝罗、亞當·布羅迪、山姆·艾略特、凯蒂·霍尔姆斯、羅伯·勞、威廉·梅西、J·K·西蒙斯和羅拔·杜華。

## 剧情
该片以一位烟草商人的工作和人生旅途讲述了美国社会的“公关文化”。

## 演員
| 演员          | 角色                            | 备注                 |
| ------------- | ------------------------------- | -------------------- |
| 艾伦·艾克哈特 | 尼克·内勒 Nick Naylor           | 烟草研究协会代言人。 |
| 卡梅隆·布莱特 | 乔伊·奈勒 Joey Naylor           |                      |
| 玛丽亚·贝罗   | 波利·贝利 Polly Bailey          |                      |
| 凯蒂·霍尔姆斯 | 希瑟·霍洛威 Heather Holloway    |                      |
| 托德·路易斯   | 罗恩·古德 Ron Goode             |                      |
| J·K·西蒙斯    | "BR"                            | 尼克的老板。         |
| 金·迪肯斯     | Jill Naylor                     |                      |
| 大衛·科恩查內 | 鲍比·杰·布雷斯 Bobby Jay Bliss  |                      |
| 威廉·梅西     | 参议员奥托兰 Ortolan Finistirre |                      |
| 羅拔·杜華     | 队长                            |                      |
| 亞當·布羅迪   | 杰克 Jack                       |                      |
| 羅伯·勞       | 杰夫 Jeff Megall                |                      |
| 山姆·艾略特   | 罗米 Lorne Lutch                |                      |
| 丹尼斯·米勒   | 他自己                          |                      |

## 制作
该片荣膺多个奖项的提名与得奖。
导演贾森·雷特曼通过该片讲述了“吸烟问题、少女怀孕、孤独障碍、中年危机等”问题，该片也是其现实主义喜剧风格的奠基作品。
该片花费了35天拍摄，主要取景地是华盛顿特区和南加州。
罗伯·劳的镜头只用了一天就完成了。
该片以“抽烟”为名字，但是影片裡根本没有“抽烟”的镜头。

## 曲目
| 評論得分 | 評論得分 |
| 來源     | 評分     |
| -------- | -------- |
| Allmusic | [ 3 ]    |